# 井脇ノブ子
井脇 ノブ子（いわき ノブこ、1946年2月11日 ‐ ）は、日本の教育者、政治家。
衆議院議員（1期）、自由民主党女性局次長、学校法人理事長、国民の祝日を祝う会理事、志帥会参与などを歴任。
愛称はノブ姉。著名な親族として政治家の大江康弘(井脇の甥の嫁が大江の親戚)、競泳選手の谷川禎次郎、ダイノジの大谷ノブ彦がいる。

## 来歴

### 幼少期
漁師の9人兄妹の末っ子として、大分県南海部郡東中浦村梶寄（現佐伯市鶴見梶寄浦）で誕生。男勝りな性格から金太郎というあだ名が付けられた。
家は決して裕福ではなく、毎日朝4時から海に潜り、アワビやサザエを採取して市場で売り家計を助けていた。水泳の上達はその賜物である。小学校のときには厚生大臣になるという夢を持つ。

### 学生時代
1964年に佐伯学園佐伯高等学校（現・日本文理大学附属高等学校）を卒業し、別府大学文学部史学科に進学。大学時代には学園紛争が盛んな頃であり、大学自治会会長を務める傍ら大分大学の衛藤晟一等とともに大分大学学生協議会・全国学生自治体連絡協議会（全国学協）を結成し副委員長に就任。｢学園正常化｣を掲げ、全学連と対峙した。
1968年3月に卒業、拓殖大学大学院経済学研究科修士課程に進む。当時の総長中曽根康弘の秘書となり、9月には総理府主催第2回青年の船に団員として参加。学生運動でも、70年安保闘争で民族派学生3万6000人を率いて議員会館を取り囲んだ。その結果議員会館と国会議事堂が地下トンネルでつながることとなる。

### 水泳競技者・指導者として
幼い頃から海に潜って漁をしていたことから水泳が得意であった。
当時郵便局員であった親戚である谷川禎次郎の父から「オリンピックの選手になれ」と郵便配達に来た際によく言われていたことをきっかけに、兄の冤罪が晴れた中学2年の頃より競泳の練習を始めた。
中学校には水泳部がない中で1人で港で泳いでトレーニングを行い、県大会で1位となる。大分県の中学校水泳大会で好成績を挙げたことでスカウトされ佐伯高校に進学。
高校時代は100メートル自由形で国体の大分県代表選手となっており、国体合宿やオリンピック合宿にも参加していた。大分県代表として国体に何度か出場し、リレーでは1位や2位になった。
別府大学が水泳部を創設するにあたりスカウトされ入学。選手兼コーチ兼マネージャーとなる。高校3年生の頃から国体などの水泳大会でめぼしい選手に目をつけて一緒に別府大学に進学しないか誘っていたこともあり、入学後も学長と交渉し有力選手のスカウト活動を行う。東京オリンピック選手の木原光知子も高校時代にスカウトを行い一度は別府大学への進学を承諾したが、東京に行きたいとのことで日本大学への進学を勧めた。。
大分国体では県代表コーチも務める。
拓殖大学大学院へ進学後は拓殖大学水泳部の監督兼コーチのほか、東洋大学と日本女子大学の水泳部のコーチも兼任。拓大と東洋大では男子への指導も行う。
当時朝霞在住だった拓大大学院OBで玉置和郎参議院議員からの依頼で朝霞スイミングクラブのコーチとなる。延べ人数3,000人の教え子を送り出した。
朝霞プールで九百名の幼稚園から中学生までの子供の水泳の指導をし、冬は池袋マンモスプールの1コースを借りて指導を行っていた。
拓殖大学と日本女子大学の水泳部の学生が交代で井脇の助手を務めた。
毎日新聞や日刊スポーツ、アフタヌーンショーにも紹介された。

### 教育者として
大学院修了後の1971年7月に第1回少年の船実施。その後、財団法人少年の船協会を設立し、理事長・団長を兼任。また、27～8歳の頃には婚約者がいたが、「結婚して何人かの子供を育てるより何千人もの子供たちを自分の子と思って愛情をそそぎなさい」という母の言葉を受け、結婚には至らず、以後独身を貫く。この婚約者については衛藤晟一という噂があったが当人は否定している。同じく噂されていた森田必勝も同様に当人が否定している。1980年12月、第1回難民キャンプボランティア活動隊実施。1981年4月、国際ボランティア協会会長に就任。
1985年4月、学校法人国際海洋学園（静岡県）を設立、理事長に就任、国際海洋高等学校（静岡県）を設立し学校長に就任。1987年7月、国際開洋カナダハイスクールを創立、理事長に就任、学校長も兼任。1990年4月、国際開洋第二高等学校（和歌山県）が設立され学校長に就任、日本カナダ文化交流協会会長に就任。
1992年4月、日本の観光を考える百人委員会委員就任、財団法人国民の祝日を祝う会理事、日中婦人学会会長に就任。1992年7月、タイのワットサケオ身障者施設内に井脇ノブ子記念病院、井脇教育館（小学校）を建設。

### 選挙活動
1972年12月、第33回衆議院議員総選挙に初めて無所属で旧大分1区から出馬、8,288票得票、7名中7位で村山富市（後の第81代内閣総理大臣）らに敗れ落選。
1995年7月、第17回参議院議員通常選挙の和歌山県選挙区に新進党より出馬し、140,570票得票し現職に2万票まで迫るが次点。
1996年10月、第41回衆議院議員総選挙の静岡3区に新進党より出馬し、70415票得票して次点。
1998年7月、第18回参議院議員通常選挙の静岡県選挙区に自由党より出馬し、落選。落選後、国際開洋第一高等学校が寮内の薬物汚染の実態を発表。静岡県からはその後立候補していない。
2000年6月、第42回衆議院議員総選挙の比例東海ブロックに自由党より比例単独4位で出馬し、落選。
2001年7月、第19回参議院議員通常選挙の参議院比例区に自由党より出馬し、落選。
2005年9月、第44回衆議院議員総選挙の大阪11区に自由民主党より出馬、98,613票得票し民主党前職平野博文に3万票まで迫るが次点。重複立候補した比例近畿ブロックで復活、初当選する。
2009年8月、第45回衆議院議員総選挙の大阪11区に自民党より出馬。重複立候補した比例近畿ブロックでも復活ならず、落選。
2012年12月、第46回衆議院議員総選挙の大阪11区に自民党より出馬。重複立候補した比例近畿ブロックでも復活ならず、落選。
2014年11月、政界引退。第47回衆議院議員総選挙の大阪11区の自民党公認後継候補は同じく小泉チルドレンの佐藤ゆかりとなる。

### 引退後
引退後は元秘書で支援者の女性宅で共同生活をしており、主な収入は国民年金のみとなっているが、団体理事などの活動や、志帥会（自民党二階派）参与として提案書の作成も行なっている。2019年10月には急性胆嚢炎で倒れ、5日間意識不明となるも回復し、翌年1月に退院した。
2020年7月には松浪健四郎を発起人として、自民党の二階俊博幹事長（当時）と1990年代から2000年代に政治活動を共にした現元国会議員らで構成される「二階氏を囲む会」を結成した。
2025年、モンゴル国より勲一等教育賞（おそらく北極星勲章のことと思われる）を受勲。

## 人物
人物像
一人称は「ワシ」。笑い声はガハハ。座右の銘は「人間やる気だ、ガッツだ、根性だ!」。キャッチフレーズは「やる気！元気！井脇！」。
選挙活動を始めた当初は資金が無く、ポスターがガリ版刷りであった。
幼少時代、家庭は非常に貧しく、また小学校4年生の時には実兄に殺人の容疑がかかり、逮捕。それを原因で、一家が村八分にされ、井脇も「殺人犯の妹」と苛めにあった（後に真犯人が逮捕され、誤認逮捕であったことが明らかになった）。
「差別の無い社会を」という母の言葉を機に教育者を志すことを決意した。
尊敬する人物は福沢諭吉。
スポーツ
学生時代は競泳選手として活躍。18歳のときに100m自由形で国民体育大会への出場経験も持つ。
1964年東京五輪で水泳チームのマネージャーを務める。阪神タイガースファンである。
趣味
そろばん・水泳・卓球・社交ダンスが趣味である。そろばんは7段の腕前で、高校・大学時代に「井脇そろばん塾」を開いていた。水泳では前述のように国体出場経験もしている。政界引退後は日中は水彩画を描いている。
ファッション
かつては化粧してスカートやパンプスなどを履いていたが、婚約を破棄して以来スカートは履かなくなった。現在はピンク色のパンツスーツと、ループタイを好んで着用している。
その他のエピソード
高校時代のある日、水泳の練習帰りにあまりの空腹から道路脇のトマト畑のトマトを36個食べてしまい、農家の女性に捕まってしまった。学校に通報され朝礼で全校生徒の前で謝罪をしたところ、逆に生徒たちから励ましの声をかけられた。その後水泳部の監督の先生がトマト代を払い、その先生には国会議員になった際に国会見学をさせニューオータニで食事をして恩を返した。

## 政策

### 選挙活動
第42回衆議院議員総選挙に立候補した際、井脇が理事長を務める国際開洋学園では、傘下の高等学校の教職員を選挙運動に動員した。そのため、国際開洋第一高等学校では、およそ1ヶ月に渡り授業が正常に行われなかった。

## 教育活動
学校法人南陵学園の創設者にして初代理事長。国際開洋第一高等学校（現・菊川南陵高等学校）の校長を務めているが、同校は水道料金を支払わないなど問題視されている。寮の食事は粗食を重視し、朝食はごはん・味噌汁・ミートボール2個であった。

地元自治体である静岡県小笠郡小笠町（のちの菊川市）の町長黒田淳之助が、同校の卒業式に出席した際に教頭に対し水道料金を支払うよう自ら直接要求する事態に発展している。黒田は「井脇さんは国会議員をしている場合じゃない。生徒のためを思うなら、学校にいなきゃ駄目だ」と主張している。

## 発言

### 借入金問題に対する発言
井脇が理事長を務める国際開洋学園は、住宅金融公庫（のちの住宅金融支援機構）から3億5000万円を借り入れたが、返済が滞っている。そのため、住宅金融支援機構では学園にかわって連帯保証人の遺族に対し借入金の返済を求めているが、遺族は連帯保証人の署名が偽造されたと主張し、井脇と住宅金融支援機構を東京地方裁判所に提訴している。
マスコミからの取材に対し、井脇は、住宅金融支援機構による競売を食い止めるため二階俊博に相談したと語ったうえで、「いま（二階グループの）金子善次郎先生が（機構を所管する）国土交通省の政務官でしょ。先生が住宅局長に相談してみてくれんか、と頼んでくれた」と発言したため、マスコミから「代議士の借金に政治力を使うとすれば、これも大問題」と指摘された。

また、井脇は、借入金について相談するため住宅金融公庫に赴いた際、「所長がすごい悪い奴で『お前保険に入っているやろうが。保険で殺したら全部できるやろうが』という言い方をした」と主張している。だが、住宅金融支援機構は「当機構は（顧客の）生命保険への加入を把握する立場になく、その加入を前提とした相談を行うことはあり得ません」と指摘している。

## 評価
手嶋龍一は坂東眞理子との対談で、「小泉チルドレンの女性議員たち（中略）でどうしても友だちになりなさいといわれれば、あのピンクの上着の方」「あの方なら話ができそうです。男も威張っている人はいただけませんが、女性も偉そうな人は、やはり真の指導者にはなれません」と評した

## 所属していた団体・議員連盟
- 北京オリンピックを支援する議員の会
- 自民党動物愛護管理推進議員連盟
- 83会
- 日本珠算連盟有識者懇談会委員[35]

## 著書
- 『おまえらがかわいいけんなぐるんや — 人間・井脇ノブ子の衝撃の教育論 —』（住宅新報社）
- 『わが子を伸ばす7つの魔法 — 子育ては愛のスキンシップ —』（あ・うん）
- 『親革命、子革命 — 修羅場で親子は泣いて笑った! —』（さんが出版）
- 『子供は変えられる 7日間あれば十分だ — 誰もやらなかった奇蹟のしつけ —』（青春出版社）
- 『元気なイワキ 参議院選ファイト — ノブ子奮闘記 —』（行研出版局）
- 『やる気 元気 いわき — 根性一代夢の花 —』（ヒカルランド）